# Paterikon

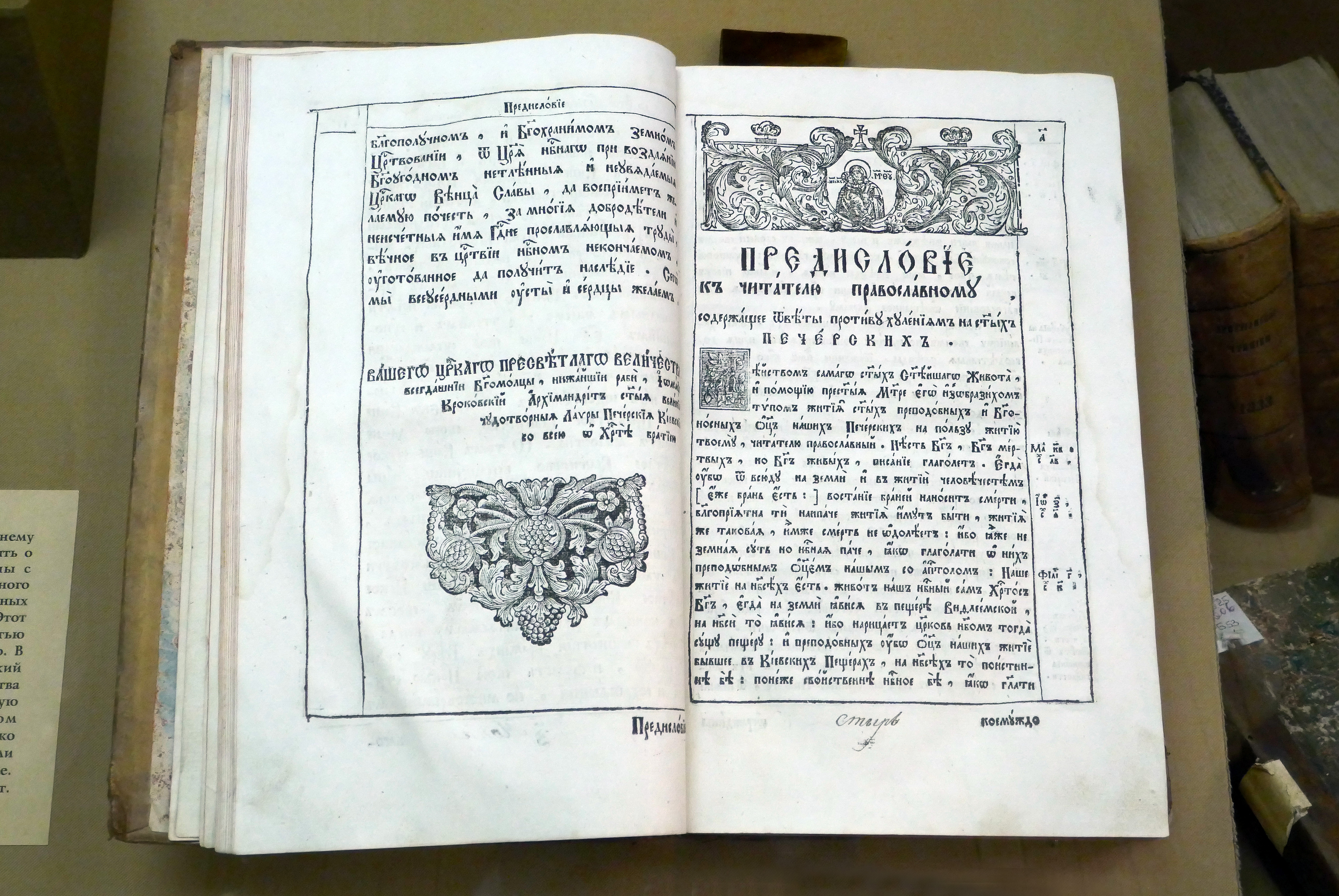
Paterikon de 1758 (musée de Valdaï, Russie).

Un paterikon ou patericon (en grec : πατερικόν, forme courte pour πατερικόν βιβλίον, « Livre des Pères ») est un genre littéraire byzantin hagiographique rassemblant des dits de saints, martyrs et évêques et de contes à leur sujet. Le terme a été repris dans la littérature hagiographique du monde orthodoxe slave.
Parmi les premières collections de ce genre sont les Αποφθέγματα των άγίων γερόντων (Apophthegmata des vénérables anciens), également appelé Paterikon — par ordre alphabétique, Apophthegmata Patrum, paroles des Pères du désert, Paterikon égyptien (Historia monachorum in Aegypto, Histoire de moines en Égypte) et Λαυσαϊχόν (Historia Lausiaca) par Pallade — du IVe siècle. Divers paterika sont aussi connues dans les traductions dans un certain nombre de langues (latin, slaves, copte, arménien, etc.).

## Quelquespaterikon
- Paterikon de Valaam, un paterikon du monastère de Valaam
- Paterikon roumain
- Paterikon serbe
- Paterikon de Scété, une traduction en vieux-slave des Apophthegmata Patrum
- Paterikon de la Laure de Kiev, un paterikon du monastère de la Laure des Grottes de Kiev (XIIIe siècle)
- Paterikon de Volokolamsk (XVIe siècle)